# Valdecuriada
La Valdecuriada, valle de la cuenca del río Duero, ocupa, junto con el Alto Ucieza, parte de la superficie de la comarca natural que se da en llamar "La Loma", territorio encajado entre la Vega del Carrión y la Valdavia. Situada entre los contrafuertes meridionales de la cordillera Cantábrica y las primeras tierras de Campos.  Su eje fluvial es el río Valdeperal (Río Peral), de escaso caudal en verano, alcanzando los máximos en otoño e invierno. El arroyo Valdeperal, que nace en las lomas que separan el río Carrión del Abión (Valdeayuela), junto a las eras de Villalba, también se le denomina como río Valdecuriada, y discurre por varias localidades palentinas. En la cabecera del valle se encuentra la Laguna Currucales, paraje natural de gran valor, hermana del conjunto lagunar de Fontecha. Jalonada por algunos enclaves topográficos tales como El Nido (1.082 m), Corea (1.071 m), La Corva (1.054 m), El Oterón (978 m), Otero del Onso (924 m), Morcorio (1.003 m), Montecastillo (948 m), e incluyendo algunos montes como Bascarrión, Los Infiernos, Quemaondo, Laguna Herrera, Laguna Seca, Los Engidros, Montebarrio, La Racha, Monte de Villalafuente, etc.
Algunos parajes que mencionar son Campo de Aviación de Cantalaguna.
Ermitas importantes, dentro del valle o en sus aledaños, que gozan de la devoción de los "coriatos": El Nido, 

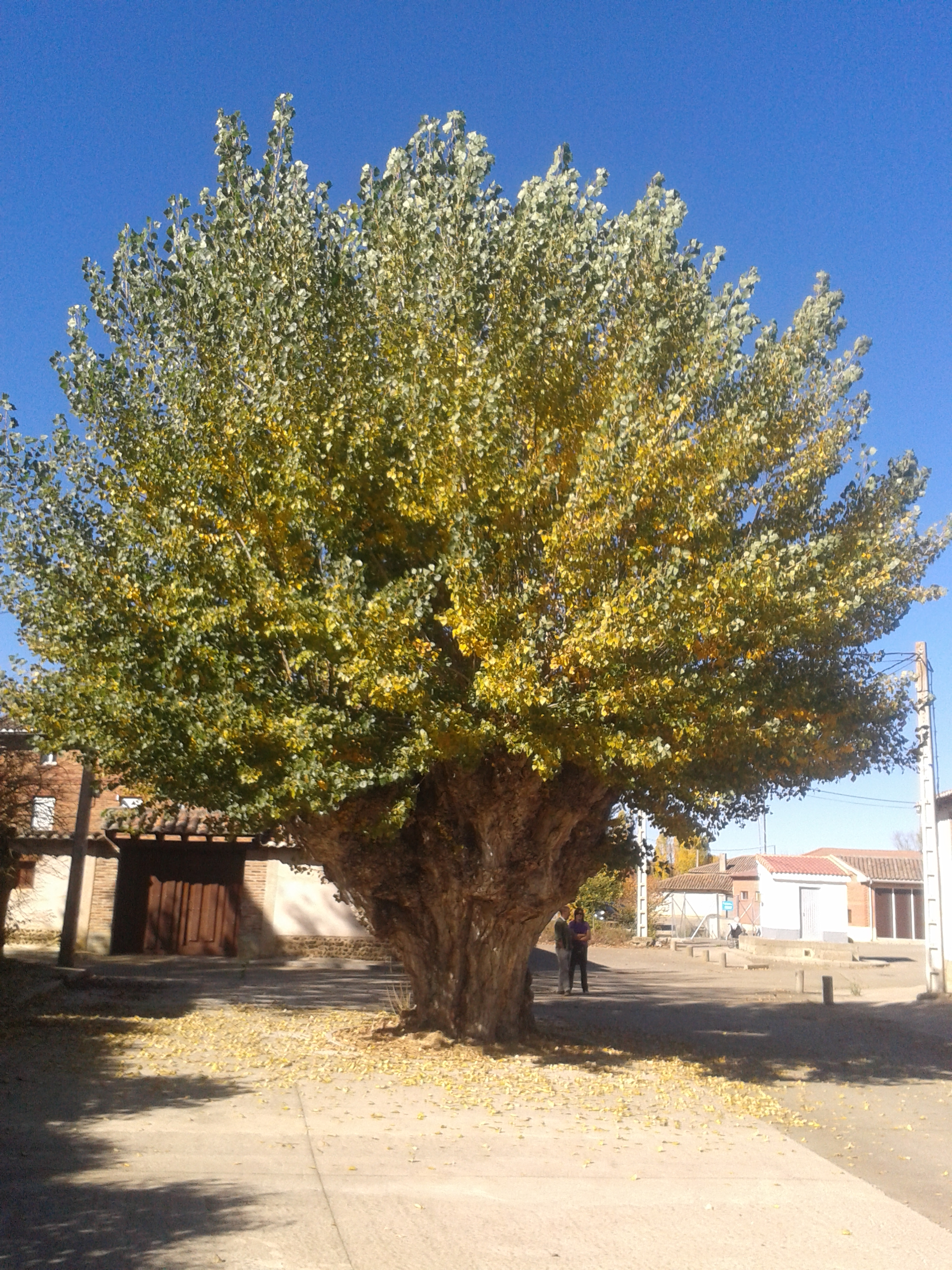
Chopa centenaria

Sayugo, Rabanillo, El Valle y Cornón (Despoblado).
Son unas 20.000 Has de terreno, ocupadas por amplias matas de roble autóctono, y pino de repoblación, y con aprovechamiento agrícola de las zonas más fértiles donde se cultiva fundamentalmente cereal; trigo, centeno, cebada y avena. La ganadería de ovino y vacuno, sigue siendo un puntal importante de la economía de la zona. Estadísticamente son unas 700 personas, aunque la realidad es mucho más cruel pues esta comarca está afectada de un fuerte flujo migratorio hacia otras zonas del país. Quizás la población de hecho no supere el 50% de la cifra estadística, con predominancia de ancianos, y escasez de niños. En el paisaje de la Valdecuriada destacan las tradicionales bodegas subterráneas de Quintanilla de Onsoña y Gozón, antiguamente utilizadas como lagares para el laboreo del vino.
Establecimientos turísticos: Museo Etnográfico de Villalafuente, y Bolera de Villarmienzo.
Antigüedades: El Monasterio de Valcavado, en la margen izquierda del Carrión, ejerció su influencia sobre toda la Valdecuriada. 
Organiza una diáfana cuenca de casi un recorrido total de treinta kilómetros. Si deseamos conocerlos con detenimiento, deberemos antes armarnos de paciencia, pues las carreteras que unen sus núcleos de población más importantes no responden a trazados geográficos lógicos, sino más bien a antiguas y antojadizas rutas arrieras, lo que ha permitido que en diferentes puntos de su recorrido se hayan preservado entornos de gran belleza natural y forestal.
Antiguamente, en este río se pescaban barbos y truchas.

## Historia
Su topónimo es tan antiguo como el origen mismo de las tierras que atraviesa, pues aseguran los estudiosos del tema que muy posiblemente tenga su germen en los antiguos repartos jurídicos de tierras de época romana, cosa que no ha de extrañarnos, pues por sus contornos han sido localizadas algunas villas y asentamientos agropecuarios de aquellos tiempos.
La ocupación de La Valdecuriada se remonta a época de los romanos, e incluso a la Edad del Hierro, según descubrimientos realizados por D. Javier Cortes y Domiciano Ríos. Se han encontrado restos de poblamientos romanos en diversos parajes de Villalafuente, Relea, Quintanilla de Onsoña y Villaproviano.
En 1591, el censo de Castilla cita al Concejo de la Valdecuriada, integrado por las poblaciones de Carbonera, Villafruel, Villorquite, y Villalafuente. Posteriormente, Villalafuente es sustituido por Valcabadillo.

## Toponimia
La toponimia de esta comarca esta enraizada en un substrato lingüístico prerromano, caracterizada por elementos de cultura celta. Relea contiene una partícula de genitivo Re y un lexema Lea con significado de Raso o LLano. El propio río Peral contiene la raíz Per , como evacuador. Algunos términos tienen su reflejo en el idioma vascuence , como idioma céltico que es.
La Valde-curiada podría derivar de la expresión Celta “Cori”. Cori se refiere a una divinidad Celta, aunque más bien se creó que se trata del significado genérico de “pueblo” o “núcleo”. Se observa la similitud entre este “Cori” y el término “Uri”, ciudad en vasco, pues podría ser la misma palabra con sus derivaciones propias por préstamo de una lengua a otra.

## Afluentes
- Arroyo de Cuesta Agria
- Arroyo Valdeseñor (Villafruel)
- Arroyo Valdeveinte (VIllorquite)Espadaña de Carbonera
- Arroyo Valdesapero (Relea)

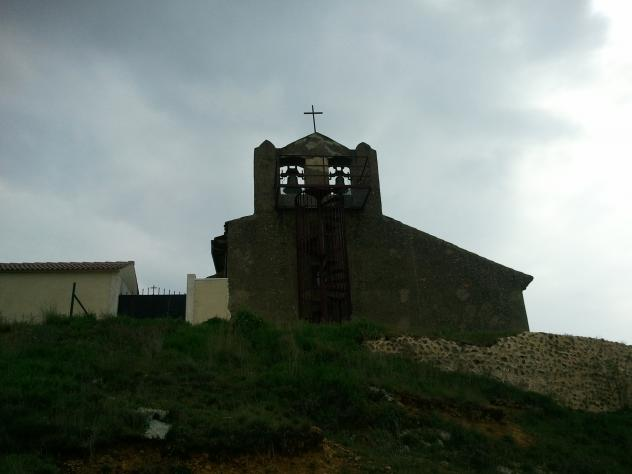
Espadaña de Carbonera

- Arroyo Valdelaguna (Villantodrigo)
- Arroyo la Fuentallona (Villaproviano)

## Localidades por las que discurre
- VillarmienzoBeato Valcavado
- Villantodrigo
- Quintanilla de Onsoña
- Gozón de Ucieza
- Carbonera,
- Relea de la Loma,
- Velillas del Duque,
- Villaproviano,
- Villafruel,
- Villorquite del Páramo

y
- Villalafuente.

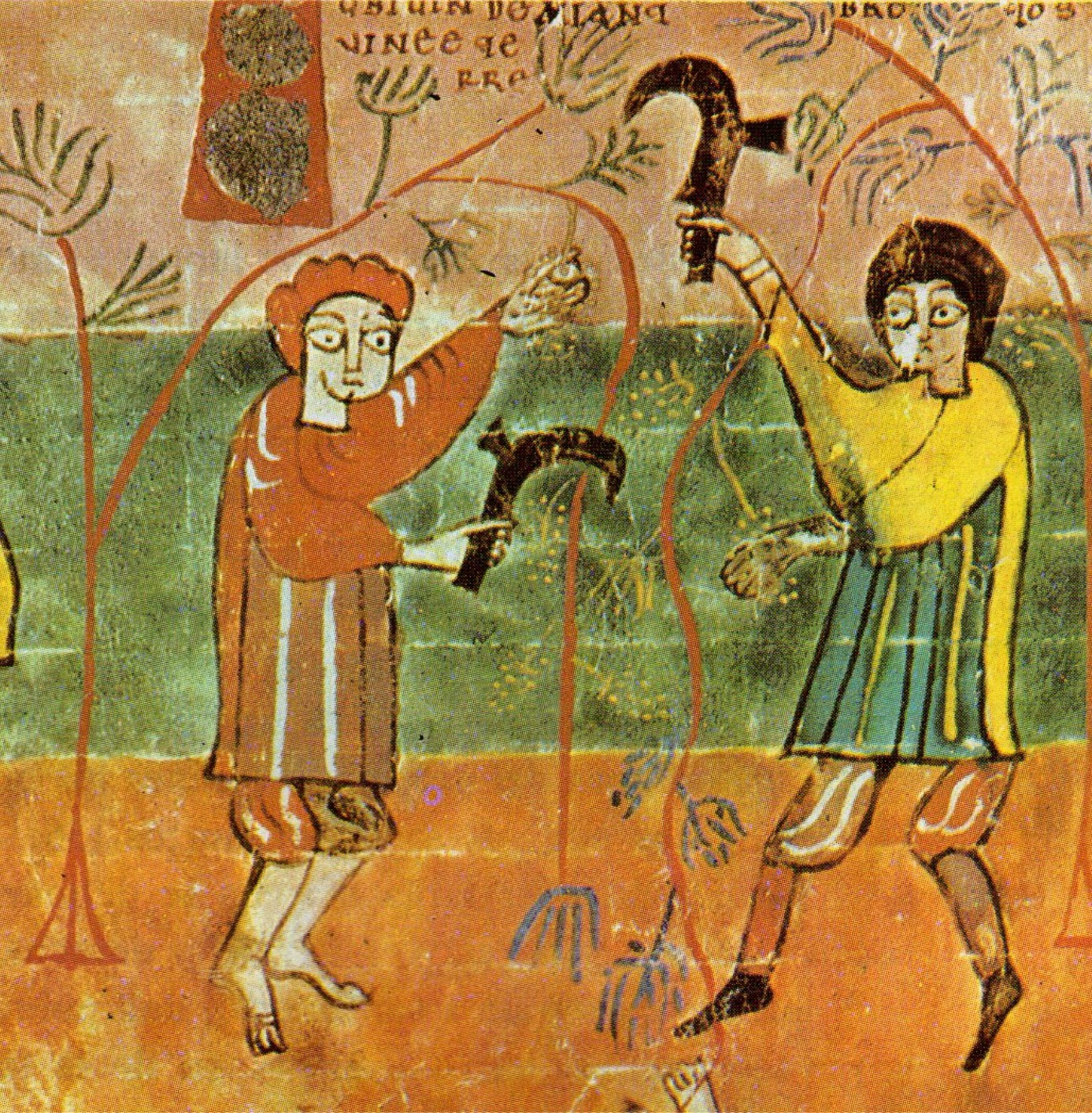
Beato Valcavado

Aunque marginalmente, también cruza por los términos de Villalba de Guardo, Fresno y Pino del Río, Celadilla y Valcavadillo. 

## Etnografía
Descripción por D. Aquilino Macho Tomé (1.892)
"En la Valdecuriada, usan como abrigo la renombrada anguarina de mangas anchas, con una tira de paño á la cintura, lo que les dá cierta semejanza con los levitones rusos. Los pastores y muchos labradores de esta zona, que tienen que permanecer mucho tiempo á la intemperie, llevan capa de lana blanca, con capuchó n de la misma materia. Vistos á cierta distancia, se asemejan á los tipos ái'abes y marroquíes. Las mujeres de estas dos última s zonas, así como las de la Montañ a de Guardo, se dedican á las rudas faenas del campo, y visten manteos gordos confeccionados con las lanas del país, a los que colorean de azulcon el añil, otiñen de amarillo por medio de la gualda. Todos los habitantes de este país, sin excepción de categorías, sexo , ni clase, usan en invierno un calzado de madera que denominan almadreñas ó albarcas. La s principales diversiones populares, consisten en los juegos de bolos y barra, y en lo que llaman aluche; bárbaro entretenimiento que aun cuando denota virilidad en la raza, denuncia á la legua falta de instrucción y cultura en el pueblo, y poquísimo celo en las autoridades que lo consienten y fomentan."

## Referencias

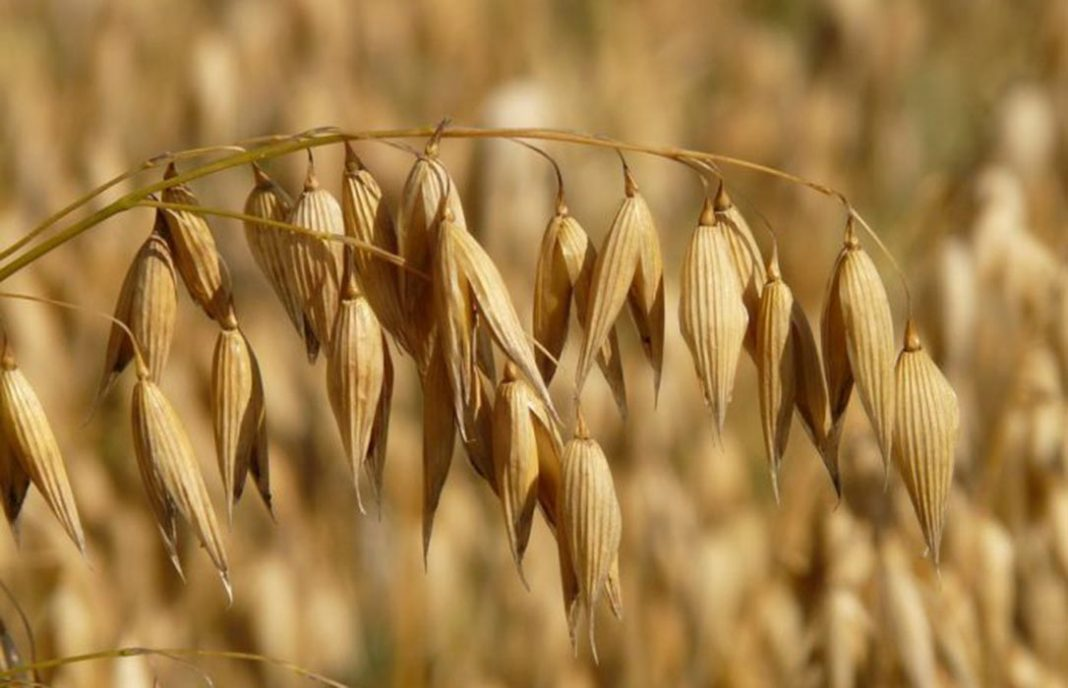
Cereal de la tierra